# Phacelocyathus flos
Espèce
Phacelocyathus flos est une espèce de coraux appartenant à la famille des Caryophylliidae.